# Улица Беленца (Томск)
У́лица Беленца́ (официальное наименование:  улица Алексея Беленца) — улица в центре Томска, пролегающая с запада на восток от Татарской улицы до Советской улицы.

## История
С 1867 по 1977 года улица носила название Подгорный переулок, связанное с прохождением по северному склону Юрточной горы. Известный по документам более раннего периода (1853—1865) томский топоним «Трясихинская» предположительно также относят к этой улице, ввиду совпадений фамилий в списках домовладельцев. Возможно, это название улица получила по существующему в то время в Томске трактиру «Трясиха».
На углу с Почтамтской улицей (ныне — проспект Ленина, 72) имел двухэтажный дом купец А. П. Карнаков (1838—1910).
Пятиэтажный дом №17 был выстроен в 1970-е годы после сноса так называемой Каминерской синагоги, основанной канским купцом II гильдии М.Г. Каминером ещё в 1859 году и перестроенной в 1881 году.
В доме № 2 находилась студия известного томского фотографа Петра Пенькова.
В 1935 году в доме № 6 на проживал сосланный в Томск известный драматург Н. Р. Эрдман.
Современное название улица получила 12 января 1977 года в память о местном политическом деятеле, одном из организаторов советской власти в Томске Алексее Беленце (1887—1976).

## Достопримечательности
- дом 3 (1900),  памятник архитектуры № 7030062000
- дом 4а,  памятник архитектуры № 7030063000
- дом 5 — усадьба,  памятник архитектуры № 7000093000
- дом 7 — усадьба,  памятник архитектуры № 7000094000
- дом 13 (проспект Ленина, 72) — доходный дом А. Корнакова,  исторический памятник № 7020015000.
- дом 15 (проспект Ленина, 95) — доходный дом купца Д. Р. Шадрина (магазин Фельдштейна),  памятник архитектуры № 7020022000.
- дом 18, 20 — усадьба купцов Колотиловых (1891),  памятник архитектуры № 7030099990
- дом 21 (1917),  памятник архитектуры № 7030064000
- дом 25 (1886),  памятник архитектуры № 7030065000
- дом 25/1 (1882),  памятник архитектуры № 7030066000

## Галерея

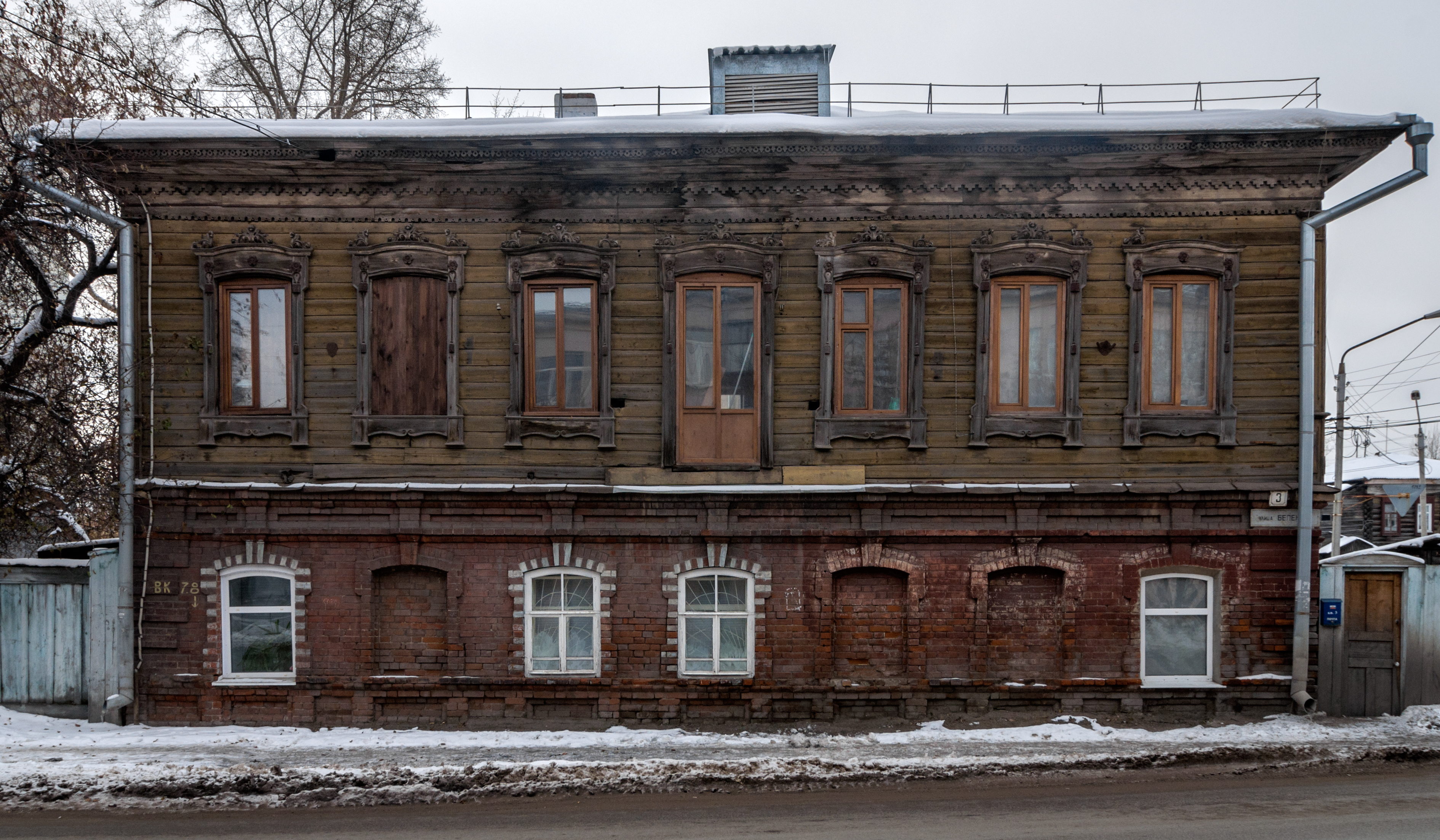
№ 3
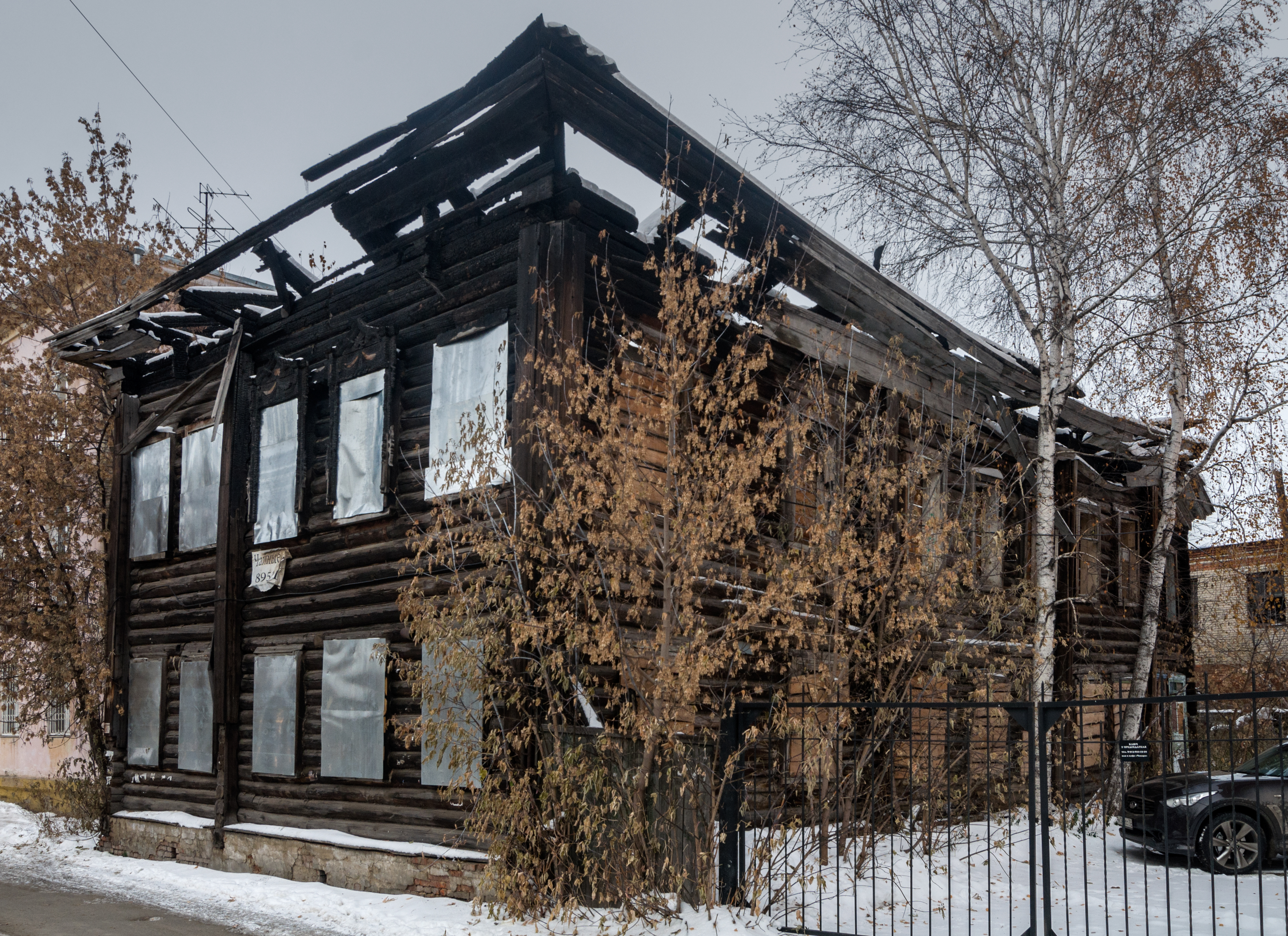
№ 4
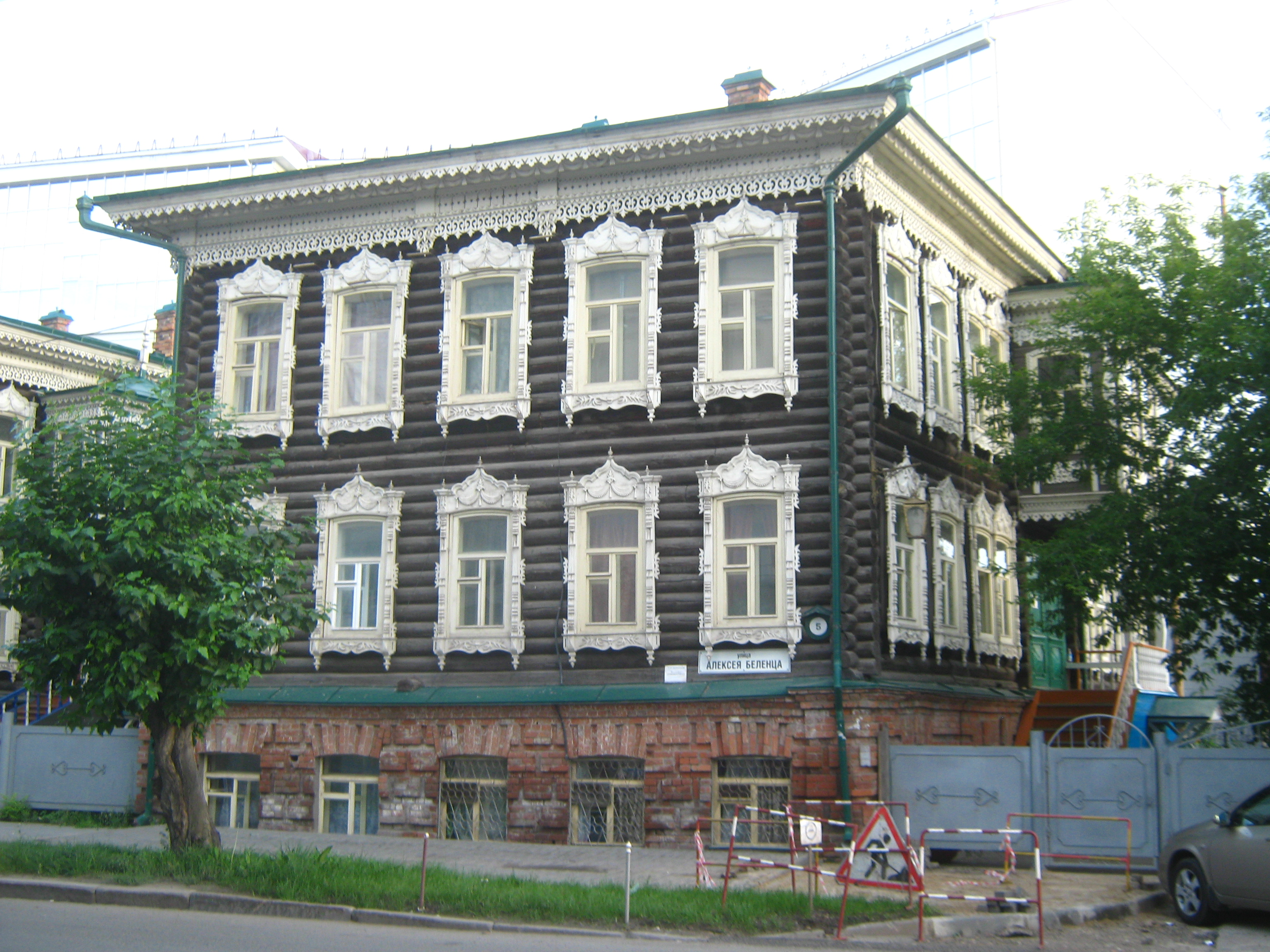
№ 5
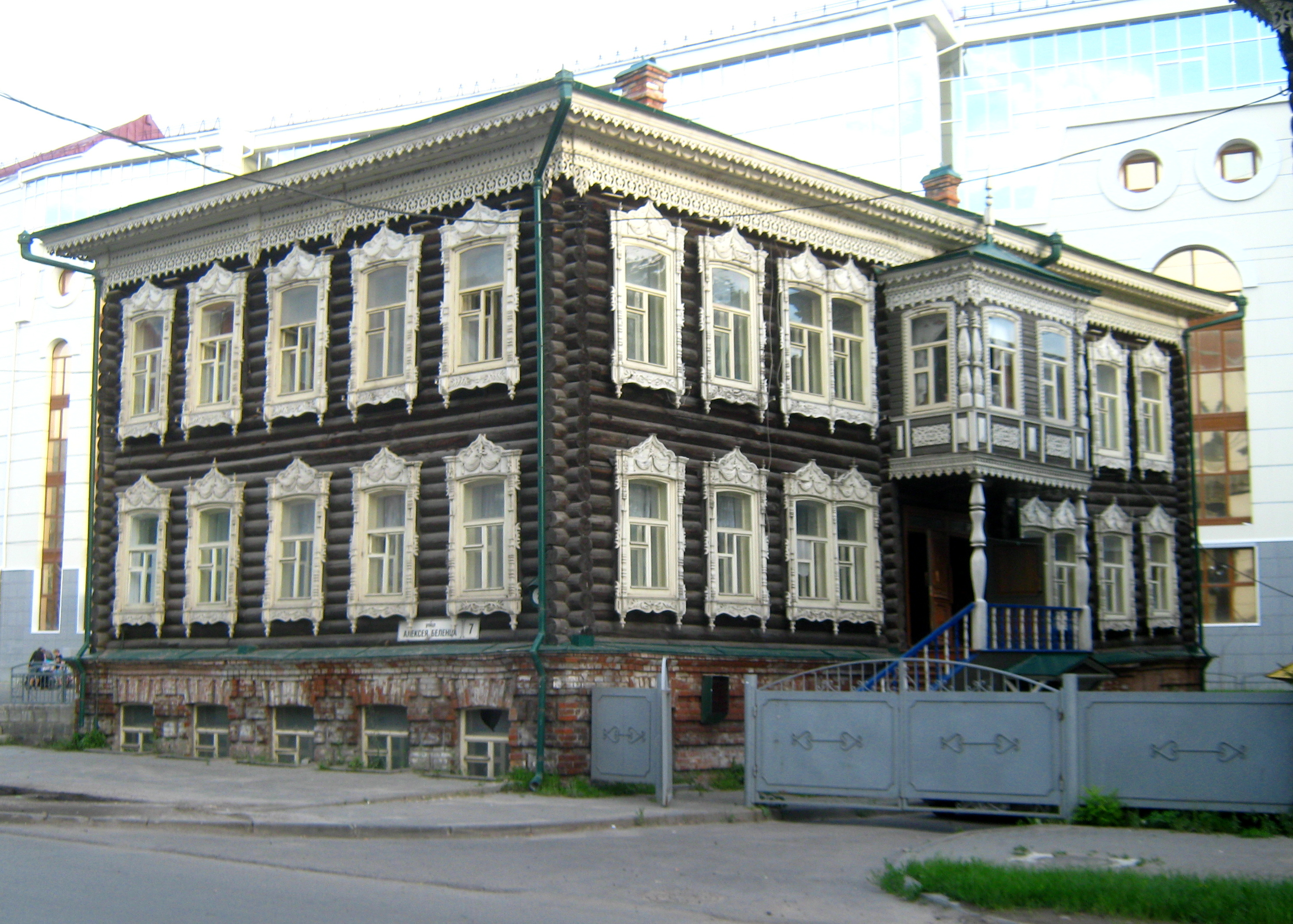
№ 7
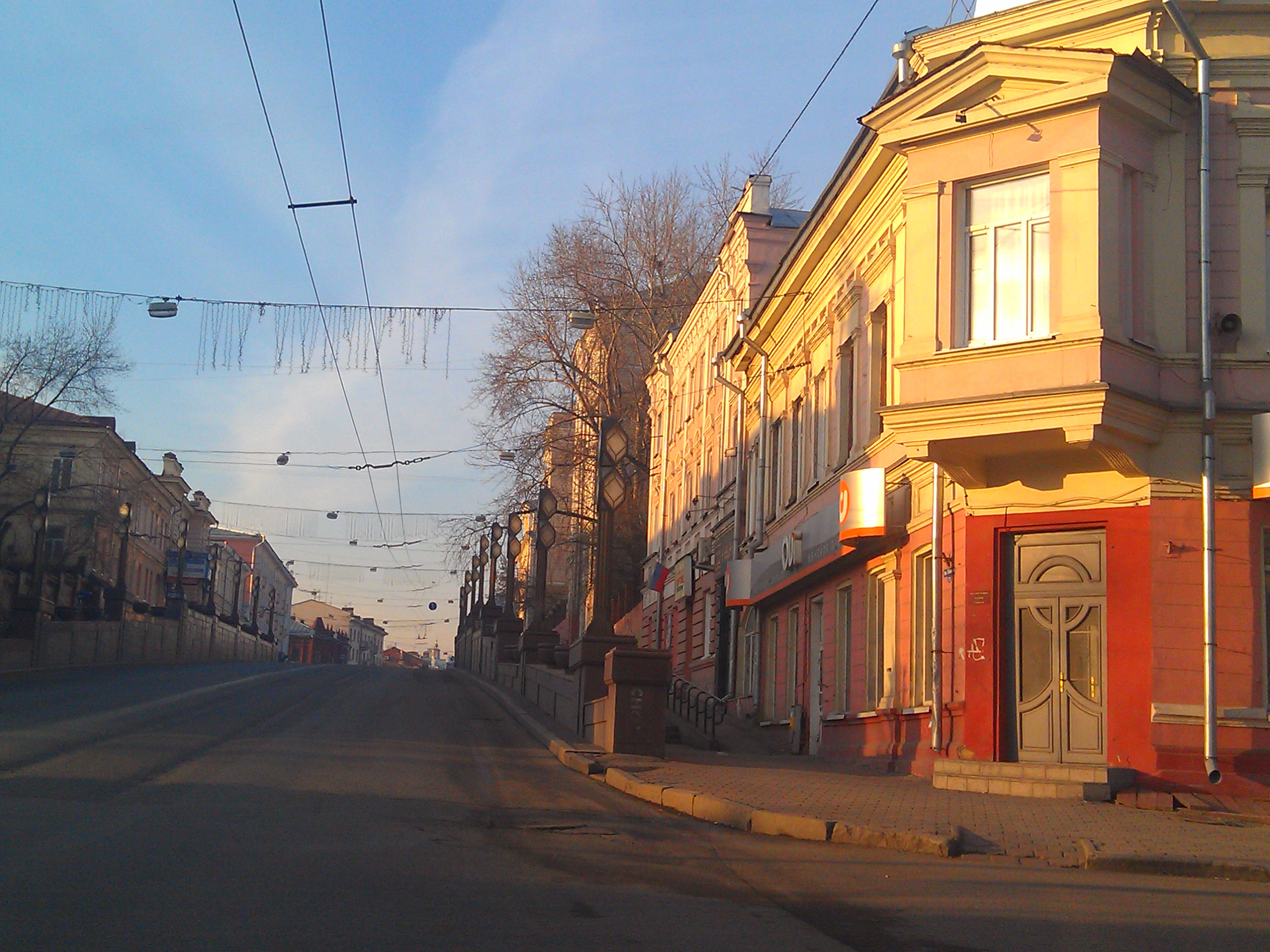
№ 13
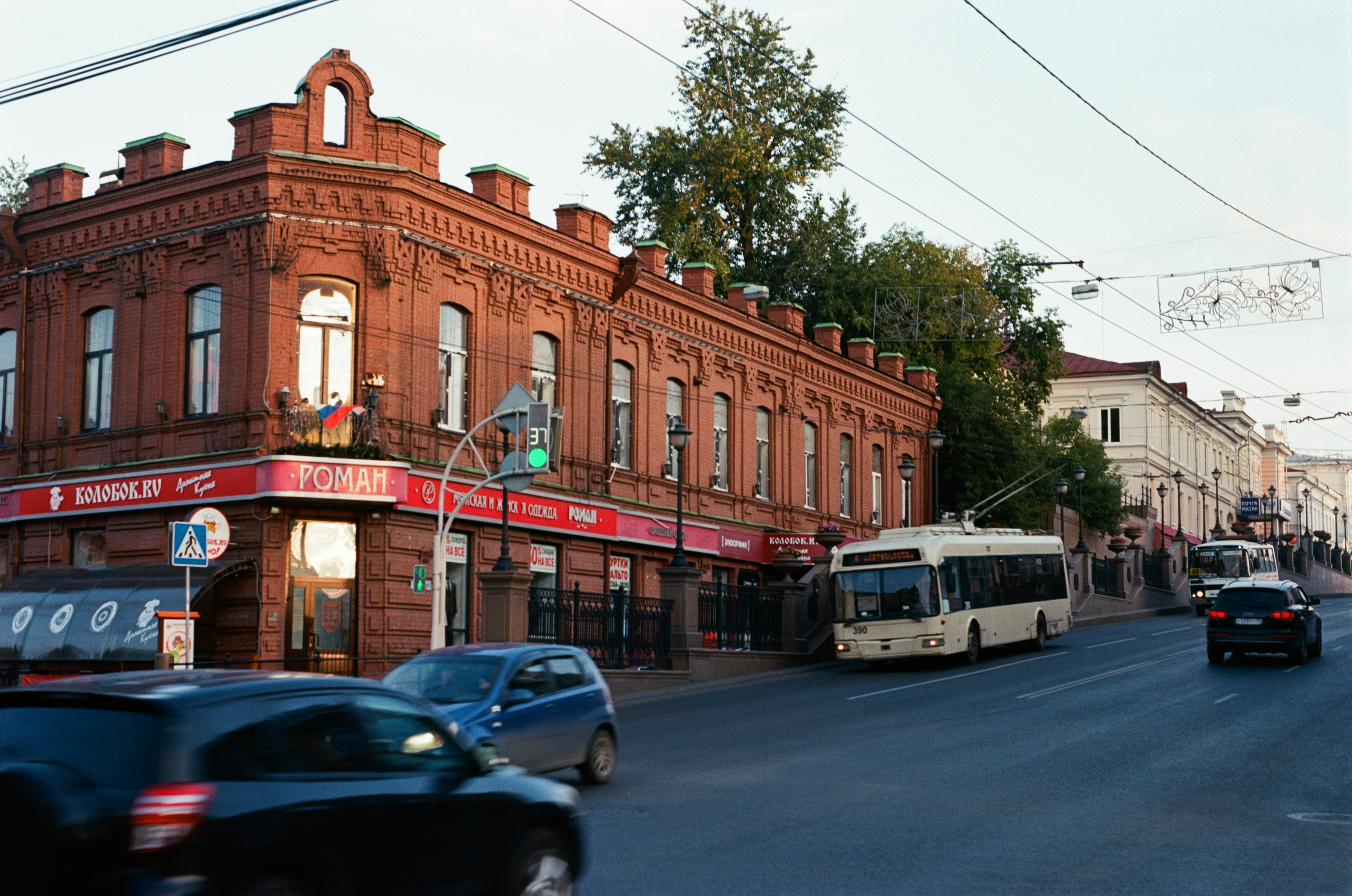
№ 15
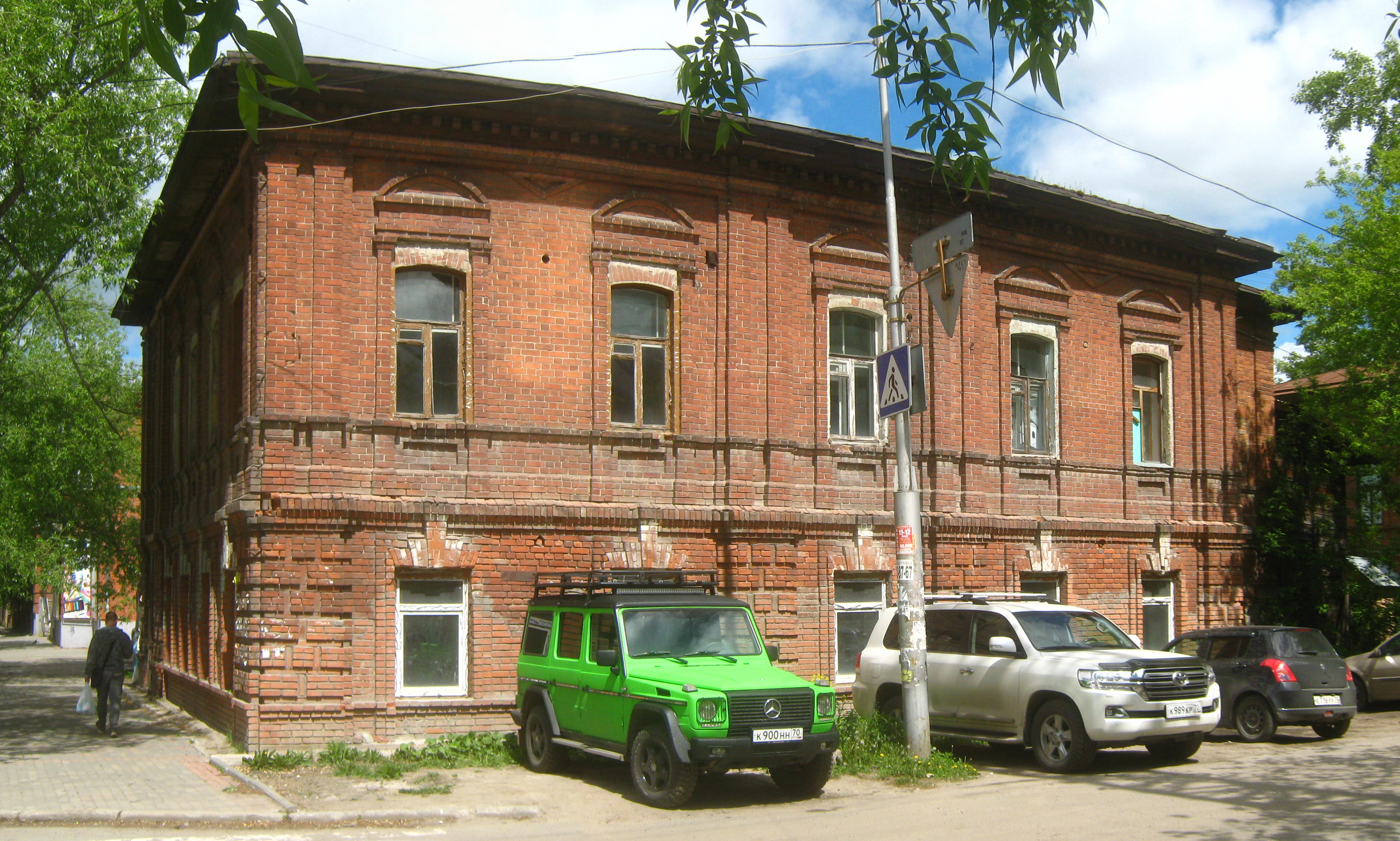
№ 18, усадьба купцов Колотиловых
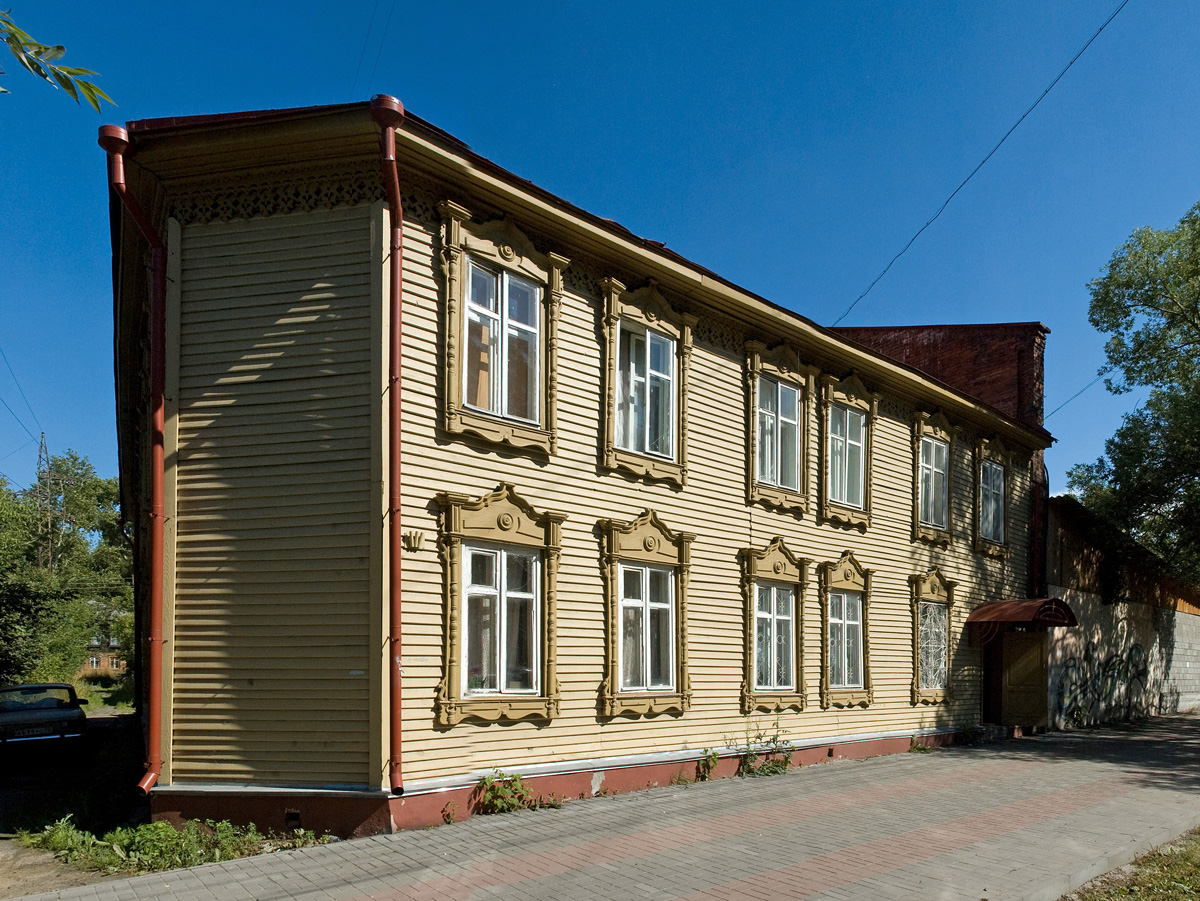
№ 21
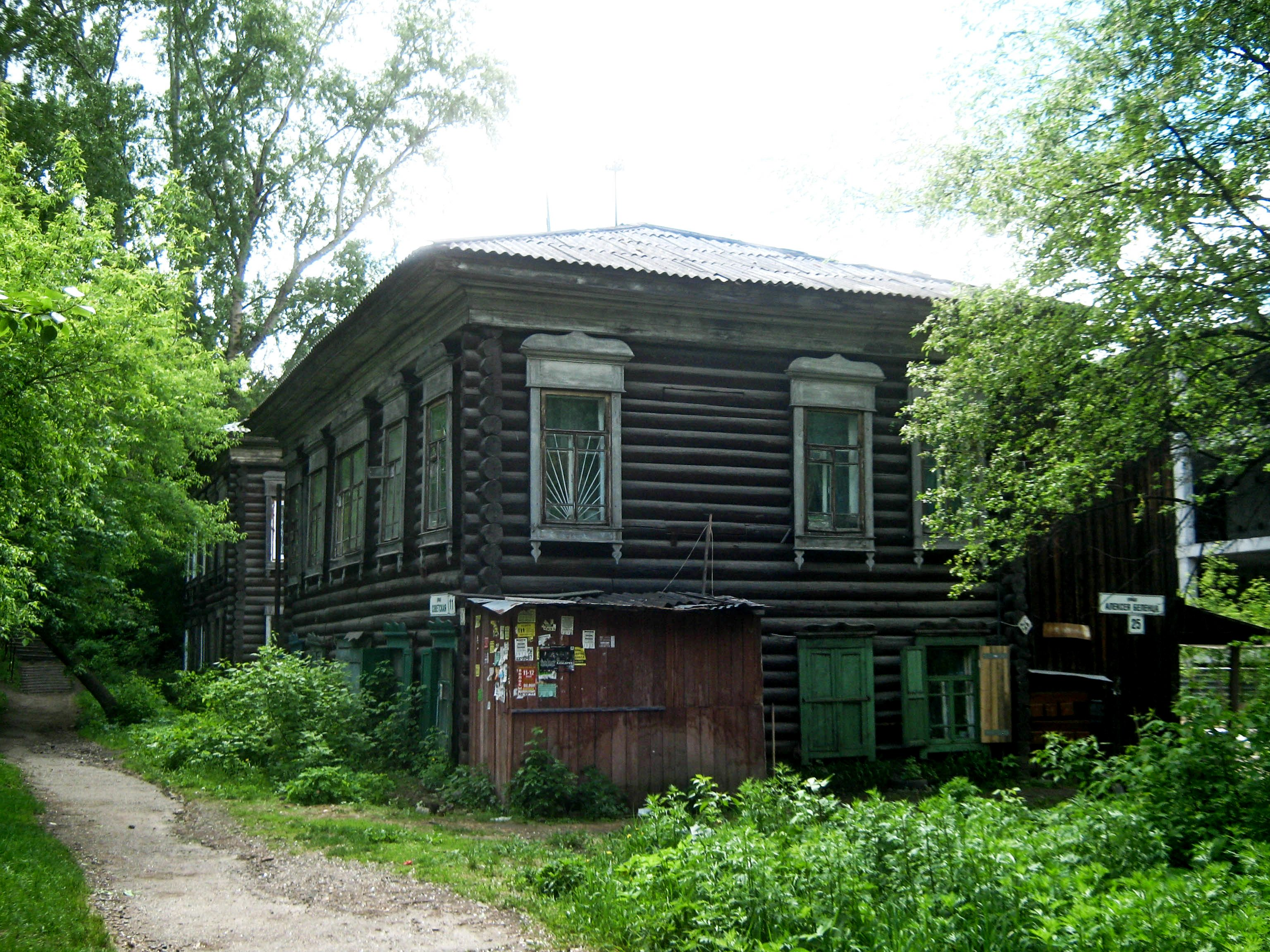
№ 25